# Asa-de-sabre
Asa-de-sabre é o nome comum dado aos beija-flores classificados no género Campylopterus. O grupo inclui onze espécies, três das quais com ocorrência no Brasil. São aves neotropicais que habitam florestas montanhosas, em geral junto de ribeiros.
Os asa-de-sabre têm em média 12 a 15 cm de comprimento e, embora sejam aves de pequeno porte, são relativamente grandes comparando com os restantes beija-flores. O bico é preto, forte e ligeiramente curvo. As duas remiges (penas de voo) primárias externas são espessas e curvas, o que dá às asas um aspecto geral recurvado. Esta característica está na origem do nome comum asa-de-sabre e do nome genérico Campylopterus, do grego kampylos (curvo) + pteron (asa).
A plumagem dos asa-de-sabre é à base de verde-acastanhado, canela, cinza e combinações. Algumas espécies têm tons adicionais de violeta, em particular nas zonas da cabeça, cauda e/ou garganta.
Os asa-de-sabre alimentam-se de néctar de flores, como a maioria dos beija-flores, com preferência para flores do género Heliconia.

## Espécies
- Campylopterus curvipennis — (Pampa curvipennis) (Deppe, 1830)
- Campylopterus pampa — (Pampa pampa) (Lesson, 1832)[1]
- Campylopterus excellens — (Pampa excellens) (Wetmore, 1941)
- Campylopterus largipennis (Boddaert, 1783) - asa-de-sabre-cinza, asa-de-sabre-cinzento, asa-de-sabre-da-guiana, asa-de-sabre
- Campylopterus rufus — (Pampa rufa) (Lesson, 1840)
- Campylopterus hyperythrus Cabanis, 1848 - asa-de-sabre-canela, asa-de-sabre-do-roraima
- Campylopterus duidae Chapman, 1929 - asa-de-sabre-de-peito-camurça, asa-de-sabre-camurça. asa-de-sabre-de-peito-acanelado, asa-de-sabre-do-duida
- Campylopterus hemileucurus (Deppe, 1830) - asa-de-sabre-violeta
- Campylopterus ensipennis (Swainson, 1822) - asa-de-sabre-de-cauda-branca
- Campylopterus falcatus (Swainson, 1821) - asa-de-sabre-lazulino, asa-de-sabre-lazúli
- Campylopterus phainopeplus Salvin e Godman, 1879 - asa-de-sabre-de-santa-marta
- Campylopterus villaviscensio (Bourcier, 1851) - asa-de-sabre-do-napo